# 190 v.Chr.

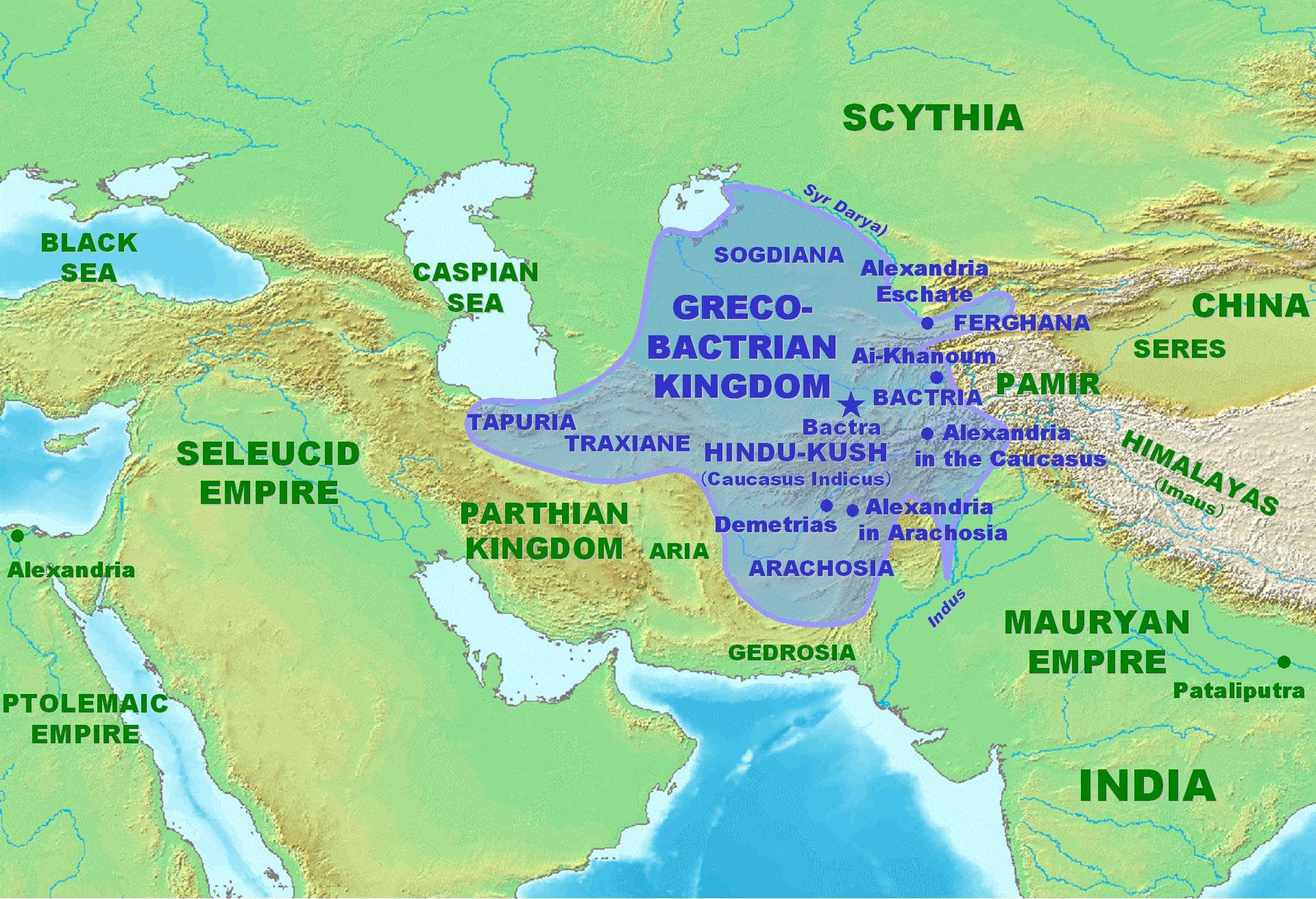
Het Greco-Bactrische Rijk rond 190 v.Chr. op zijn hoogtepunt.

Het jaar 190 v.Chr. is een jaartal in de 2e eeuw v.Chr. volgens de christelijke jaartelling.

## Gebeurtenissen

### Griekenland
- De Seleuciden vloot onder Hannibal Barkas wordt in de Egeïsche Zee, door Rome en Rhodos in de zeeslag bij Eurymedon verslagen. In Efeze verzamelt Antiochus III een vloot, om de militaire situatie ter zee te herstellen.
- De Romeinse vloot verslaat de Seleuciden aan de Ionische kust in de zeeslag bij Myonnesus, de Romeinen gebruiken de corvus om de Syrische oorlogsschepen te vernietigen.
- De Romeinen bezetten Chios, een van de Noord-Egeïsche Eilanden in Griekenland.

### Klein-Azië
- Slag bij Magnesia: Het Romeinse leger (± 30.000 man) onder Scipio Africanus en Lucius Cornelius Scipio Asiaticus, steken de Hellespont over en verslaan met hun bondgenoot Eumenes II van Pergamon, bij Magnesia ad Sipylum het Seleuciden leger van Antiochus III. Antiochus wordt gedwongen zijn bezittingen ten westen van de Taurus over te dragen en een hoge schatting te betalen.
- Eumenes II, wordt door de Romeinse Senaat beloond met de gebiedsuitbreiding van de Thracische Chersonesos (huidige Gallipolischiereiland) en een groot deel van Klein-Azië.
- Koning Artaxias I (190 - 159 v.Chr.) sticht het koninkrijk Armenië, het wordt gevormd uit gebiedsdelen van de Kaukasus, Syrië en Turkije. Hij laat zijn hoofdstad Artashat, aan de rivier de Aras bij het Sevanmeer bouwen.

### Perzië
- Het Seleucidenrijk raakt in verval, Bactrië en Parthië komen in opstand. De Grieks Bactriërs veroveren het gebied in de Indus-vallei.

### Italië
- Rome beheerst de Middellandse Zee, met uitzondering van Egypte en bevordert de handel met het Midden-Oosten.
- De Via Appia wordt doorgetrokken van Benevento naar Venosa. Dit is van economisch belang en om in Campanië een verplaatsing van de Romeinse legioenen mogelijk te maken.

### Europa
- Koning Bledudo (190 - 185 v.Chr.) volgt zijn vader Merianus op als heerser van Brittannië.

## Geboren
- Hipparchus (~190 v.Chr. - ~120 v.Chr.), Grieks astronoom en wiskundige
- Seleucus van Seleucia (~190 v.Chr. - ~150 v.Chr.), Grieks astronoom

## Overleden
- Apollonius van Perga (~262 v.Chr. - ~190 v.Chr.), Grieks astronoom en meetkundige (72)